# کارلوس کوئلار
کارلوس کوئلار (انگلیسی: Carlos Cuéllar؛ زادهٔ ۲۳ اوت ۱۹۸۱) یک بازیکن فوتبال اهل اسپانیا است.